# Standardkerze
Als Standardkerzen bezeichnet man in der Astronomie Objekte, deren absolute Helligkeit man entweder direkt messen oder über direkt messbare Parameter berechnen kann.

## Entfernungsschätzung
Man kann anhand ihrer scheinbaren Helligkeit auf die Entfernung der Objekte schließen. Diese ergibt sich dabei nach dem Entfernungsmodul:
{\displaystyle 5\log _{10}{\frac {D}{\mathrm {kpc} }}=m-M+5\,\mathrm {mag} }
bzw.
{\displaystyle D=10^{{\frac {(m-M)}{5}}+1}\;\mathrm {pc} },
wobei D die Entfernung, (k)pc die Einheit (Kilo)parsec, m die scheinbare Helligkeit und M die absolute Helligkeit sind.
So kann z. B. mit Hilfe von Cepheiden über die Perioden-Leuchtkraft-Beziehung die Entfernung zu nahen Galaxien bestimmt werden, deren Teil sie sind. Aus verschiedenen Standardkerzen lässt sich eine Entfernungsleiter konstruieren.
Auch konnte aus ihnen die Hubble-Konstante (heute auch Hubble-Parameter), also die Geschwindigkeit der Expansion des Universums, bestimmt werden. Ende der 1990er Jahre zeigten sich Hinweise, dass der Hubble-Parameter nicht konstant ist, da die entferntesten, messbaren Standardkerzen Supernovae vom Typ Ia weiter weg lagen als erwartet. Heute wird daher nicht von einer konstanten, sondern von einer beschleunigten Expansion des Universums ausgegangen.

## Entfernungsleiter
Der Begriff der kosmischen Entfernungsleiter fasst die verschiedenen Methoden der Entfernungsbestimmung zu weit entfernten Objekten zusammen. Jede einzelne Methode kann Entfernungen nur in einem begrenzten Bereich bestimmen. Da die Bereiche der verschiedenen Methoden sich teilweise überschneiden, verweist die Metapher der Leiter darauf, dass über die Methoden hinweg immer größere Entfernungen im Universum „erklommen“ werden können.

## Beispiele für Standardkerzen
- RR-Lyrae-Sterne
- Cepheiden
- Supernovae vom Typ Ia

## Weitere Methoden der Entfernungsmessung
- Laufzeitmessung
- Parallaxe bzw. Parallaktische Entfernung – Grundlegende Methode
- Spektroskopische Entfernung
- Photometrische Entfernung
- Tully-Fisher-Beziehung
- Faber-Jackson-Beziehung
- Rotverschiebung